# Bridgeman Island
Bridgeman Island (znana również jako: Bridgemans's Island, Bridgman Island i Helena Island) – wyspa wulkaniczna o wymiarach 0,6 na 0,9 km, położona 37 km na wschód od Wyspy Króla Jerzego w archipelagu Szetlandów Południowych.
Jest to pozostałość silnie zerodowanego, obecnie w dużej mierze podwodnego stratowulkanu. Wyspa wznosi się na 240 m n.p.m., jej szczyt tworzą łagodnie nachylone potoki lawowe, na stromych klifach odsłaniają się starsze lawy. Wulkan był aktywny w plejstocenie i na początku holocenu.